# Prisión de Wadi el-Natrun
La Prisión de Wadi el-Natrun (en árabe: سجن وادي النطرون) es un complejo carcelario en la gobernación de Behera, al norte de El Cairo, Egipto. Se compone de dos instalaciones separadas por 5 kilómetros de distancia. La prisión fue utilizada para encarcelar a los islamistas bajo el régimen de Hosni Mubarak y después de la revolución egipcia de 2011, varios destacados activistas de los Hermanos Musulmanes fueron encarcelados allí. El 30 de enero de 2011, miles de prisioneros fueron ayudados a escapar de la prisión. Algunos presos han sugerido que entre los responsables de la liberación de ellos estaban agentes de policía que habrían actuado bajo las órdenes del Ministerio del Interior, aunque un tribunal en junio de 2013 llegó a la conclusión de que Hamás y Hezbollah trabajaron con la Hermandad Musulmana para orquestar la fuga de la cárcel. 34 activistas de la Hermandad, incluido el futuro presidente Mohamed Morsi y Saad el-Katatni, fueron algunos de los que escaparon de la prisión. 